# Жоель Шерк
Жоель Шерк (фр. Joël Scherk; нар. 27 травня 1946 — пом. 16 травня 1980) — французький фізик-теоретик, який вивчав теорію струн і супергравітацію.

## Біографія
Шерк навчався в Парижі у Вищій нормальній школі (ENS). У 1969 році він отримав диплом в Університеті Париж XI, підготувавши дипломну роботу у ФІліпа Меєра та Клода Бушіа, а в 1971 році він здобув докторський ступінь (габілітація) одночасно зі своїм колегою Андре Неве.
У 1974 році разом з Джоном Х. Шварцем Шерк зрозумів, що теорія струн є теорією квантової гравітації. У 1978 році разом з Еженом Креммером і Бернаром Жуліа Шерк допасував формулу Лагранжа та суперсиметрії для одинадцятивимірної супергравітації, що є однією з основ М-теорії.
Він помер несподівано та за трагічних обставин через кілька місяців після семінару з супергравітації в Університеті штату Нью-Йорк у Стоуні-Брук, який відбувся 27–29 вересня 1979 року. Засідання семінару було присвячено його пам'яті з заявою про те, що Шерк, хворий на цукровий діабет, випадково опинився без інсуліну та впав у діабетичну кому. Через два десятиліття у своїй книзі «Вікно Евкліда» 2001 року автор і фізик-теоретик Леонард Млодінов віддав належне Шварцу та Шерку щодо їхнього «дивовижного відкриття» того, що гравітація є частиною теорії струн таким чином можна було «уникнути суперечностей між загальною теорією відносності та квантовою механікою». Але зазначив, що у Шерка стався зрив, його дружина пішла з дітьми, і пізніше він покінчив життя самогубством.
Іменем Шерка названа бібліотека теорії високих енергій Laboratoire de Physique Théorique при ВНШ (Париж). Конференція в Парижі 16–20 жовтня 2006 року, присвячена 30-річчю супергравітації, була названа іменем Шерка.